# Castellammare del Golfo

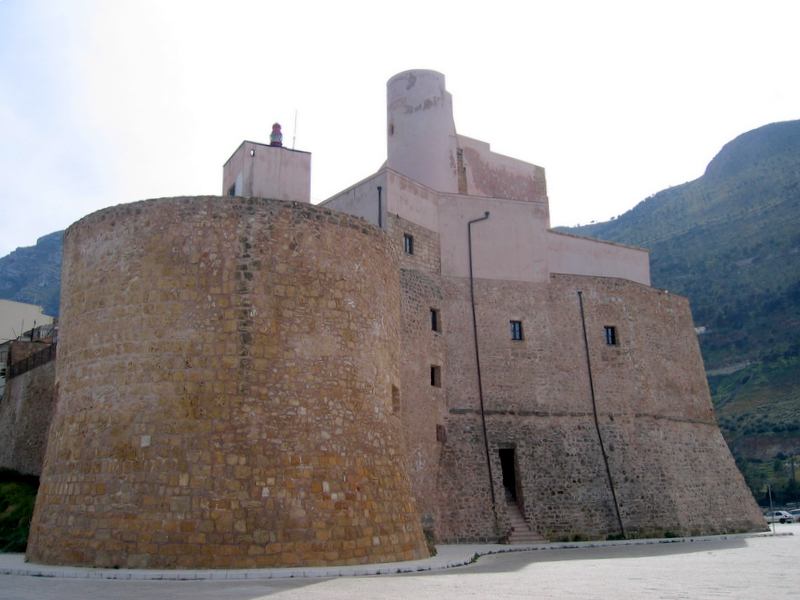
Castellammare del Golfo (fortăreaţa)

Castellammare del Golfo este un oraș din regiunea Sicilia (Italia), provincia Trapani. Numele său, tradus prin "Fortăreața mării din golf", vine de la cetatea medievală situată în portul localității.
În antichitate, Castellammare del Golfo a fost portul orașului grec Segesta, unul din principalele orașe ale civilizației elimiene. 
Orașul este cunoscut, în principal, ca fiind locul de naștere al mai multor membrii ai mafiei italo-americane, printre care Salvatore Maranzano, Joseph Ristuccia, Michael Monte și Joseph Bonanno. 
O parte din acṭiunea filmului "Avenging Angelo" ("Rǎzbunîndu-l pe Angelo") cu Sylvester Stallone și Anthony Quinn a avut loc în Castellammare del Golfo. 

- Numele oficial: Comune di Castellammare del Golfo
- Țara: Italia 
- Regiunea: Sicilia
- Provincia: Trapani (TP)
- Altitudinea: 26 m
- Suprafața: 127 km²
- Populația: 
  - Total: 14.577 (în 2004)
  - Densitatea: 115/km²

- Coordonate: 38°2 N 12°53 E
- Cod poștal: 91014
- Prefix telefonic: 0924
- Ziua orașului: 21 august
- Patron: Maria SS. del Soccorso

## Demografie
Castellammare del Golfo - evoluția demografică

|  | Graficele sunt indisponibile din cauza unor probleme tehnice. Mai multe informații se găsesc la Phabricator și la wiki-ul MediaWiki. |

Date: Recensăminte sau birourile de statistică - grafică realizată de Wikipedia